# Merionoeda fulvipennis
Merionoeda fulvipennis es una especie de insecto coleóptero de la familia Cerambycidae. Estos longicornios son endémicos de Cayoa (Indonesia).
Mide unos 6 mm.